# 库都尔河
库都尔河位于中华人民共和国内蒙古自治区牙克石市北部，是海拉尔河右岸支流，发源于新帐房林场西北大兴安岭中段庆格勒图山西麓，蜿蜒向西南流经库都尔镇、原林林场等地，于乌尔其汉镇西南汇入海拉尔河。河长186.9千米，流域面积3484平方千米，河道比降1.34‰，河谷宽1～3千米，河面宽40～100千米，年均径流量5.251亿立方米。库都尔河流域属大兴安岭中段山麓，地形起伏较大，河流坡陡流急，山多林茂，森林覆盖率为71.7%。